# Северный полюс-19
Северный полюс-19 (СП-19) — советская научно-исследовательская дрейфующая станция. Открыта 7 ноября 1969 года, закончила дрейф 16 апреля 1973 года.

## История
После нескольких месяцев поиска для станции была выбрана льдина площадью около 100 км² и толщиной льда более 30 метров. На этой же льдине располагалась станция СП-18. Станция начала работу 7 ноября 1969 года, это была первая высадка станции в условиях полярной ночи. Дрейфовала 1256 дней до 16 апреля 1973 года. Длина дрейфа составила 6705 километра по прямой и 3055 по генеральному курсу, скорость дрейфа — 5,3 (2,4) километра в сутки. В ночь с 4 на 5 января 1970 года льдина села на мель вблизи острововов Де-Лонга. Часть острова[что?] была раздроблена, под некоторыми палатками появились трещины, погибло несколько складов и построек. В марте коллектив станции и оборудование вертолетом было перевезено на основную часть острова.

## Смены
На станции осуществлено три смены персонала.
- Первая смена (с 7 ноября 1969 по 25 октября 1970). Состав 21 человек. Начальник А. Н. Чилингаров.
- Вторая смена (5 октября 1970 по 11 апреля 1972). Состав 30 человек. Начальник Н. Н. Еремин.
- Вторая смена (11 апреля 1972 по 14 апреля 1973). Состав 18 человек. Начальник Ю. Б. Константинов.